# Parathranites
Parathranites là một chi cua gồm 8 loài trong phân họ Polybiinae của họ Carcinidae hoặc họ Polybiidae.

## Các loài
Chi này gồm 8 loài, phân bố trong khu vực Trung Thái Bình Dương.
- Parathranites granosus Crosnier, 2002
- Parathranites hexagonus Rathbun, 1906
- Parathranites intermedius Crosnier, 2002
- Parathranites orientalis (Miers, 1886)
- Parathranites parahexagonus Crosnier, 2002
- Parathranites ponens Crosnier, 2002
- Parathranites tuberogranosus Crosnier, 2002
- Parathranites tuberosus Crosnier, 2002